# Tityos (Ribera)
Pour les articles homonymes, voir Tityos.
Tityos – en espagnol Ticio – est un tableau réalisé en 1632 par le peintre espagnol José de Ribera. Cette huile sur toile est une peinture mythologique qui représente Tityos subissant le supplice auquel il a été condamné, c'est-à-dire avoir le foie dévoré par des vautours pour l'éternité. L'œuvre fait partie des collections du musée du Prado. C'est également dans ce musée d'art madrilène qu'est conservé son pendant, Ixion, qui représente les tourments d'Ixion.

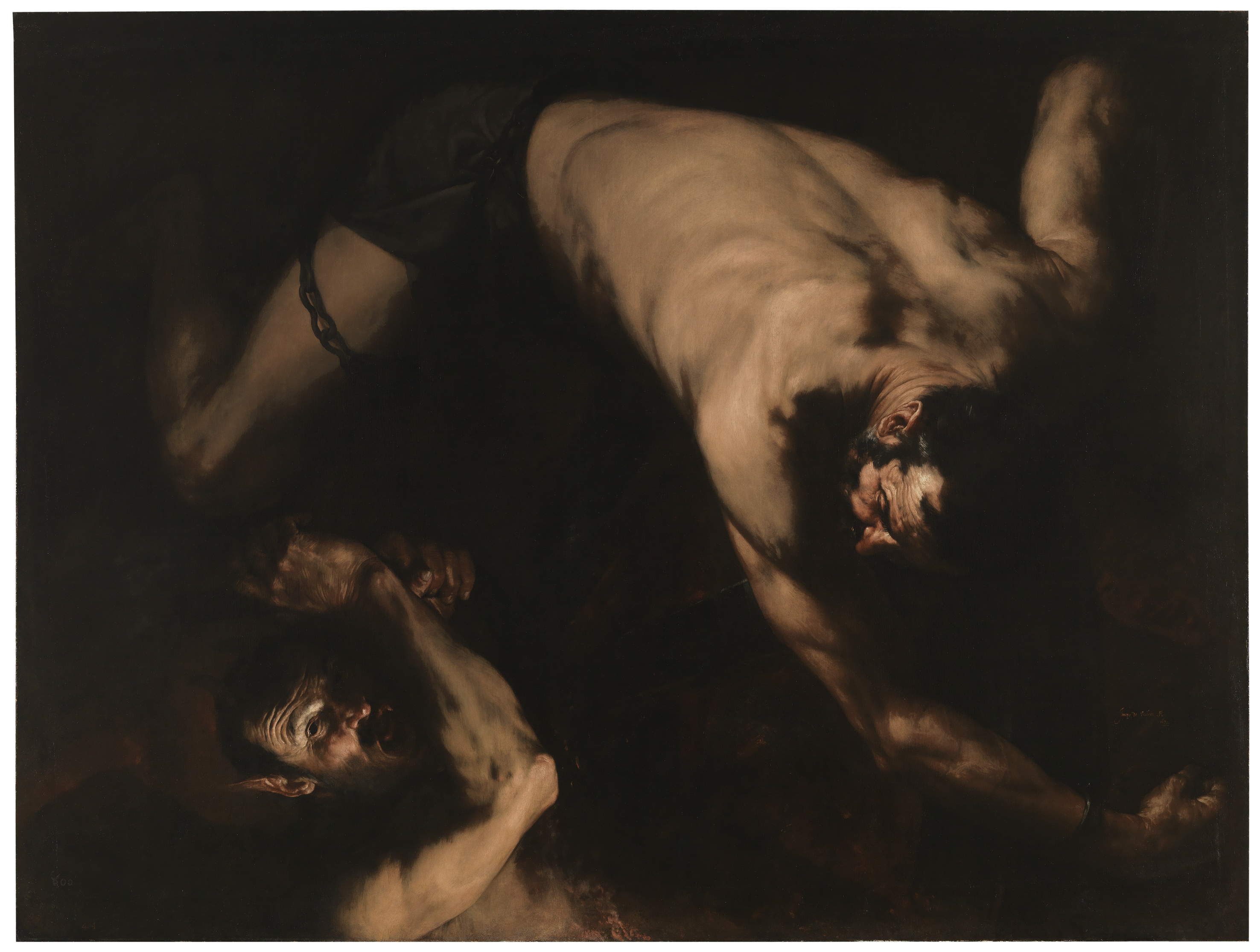
Ixion, par José de Ribera, 1632 – Musée du Prado, Madrid.